# Приз принца Уэльского
Приз принца Уэльского (Prince of Wales Trophy) — вручается чемпиону Восточной конференции, то есть клубу, вышедшему в финал Кубка Стэнли НХЛ от Восточной конференции.
Его высочество принц Уэльский подарил Лиге этот трофей в 1924 году. С 1928 по 1938 годы приз доставался лучшей команде Американского дивизиона НХЛ в регулярном чемпионате. После того, как в Лиге отменили деление на дивизионы, вплоть до 1967 года, трофей вручался победителю регулярного первенства (по аналогии с нынешним Президентским Кубком). Затем, после вступления в НХЛ новых клубов и нового деления на дивизионы, этой награды удостаивалась лучшая команда Восточного дивизиона.
В 1975 году Восточный дивизион сменила Конференция принца Уэльского, и до 1981 года обладателем приза становился победитель регулярного чемпионата в конференции, которая носила то же имя, что и сам трофей. В следующем сезоне было решено вручать приз лучшей команде конференции по итогам плей-офф, а в 1994 конференция принца Уэльского стала называться Восточной, и одноименным призом награждается клуб, пробившийся в финал Кубка Стэнли от Восточной конференции.
Среди хоккеистов приз получил прозвище «подставка для зонтиков», за ним закрепилась дурная слава, из-за чего победитель при вручении часто не берёт его в руки.
Команды в разные годы получившие «Приз принца Уэльского»:
| год  | команда               |
| ---- | --------------------- |
| 2025 | «Флорида Пантерз»     |
| 2024 | «Флорида Пантерз»     |
| 2023 | «Флорида Пантерз»     |
| 2022 | «Тампа-Бэй Лайтнинг»  |
| 2021 | «Тампа-Бэй Лайтнинг»  |
| 2020 | «Тампа-Бэй Лайтнинг»  |
| 2019 | «Бостон Брюинз»       |
| 2018 | «Вашингтон Кэпиталз»  |
| 2017 | «Питтсбург Пингвинз»  |
| 2016 | «Питтсбург Пингвинз»  |
| 2015 | «Тампа-Бэй Лайтнинг»  |
| 2014 | «Нью-Йорк Рейнджерс»  |
| 2013 | «Бостон Брюинз»       |
| 2012 | «Нью-Джерси Девилз»   |
| 2011 | «Бостон Брюинз»       |
| 2010 | «Филадельфия Флайерз» |
| 2009 | «Питтсбург Пингвинз»  |
| 2008 | «Питтсбург Пингвинз»  |
| 2007 | «Оттава Сенаторз»     |
| 2006 | «Каролина Харрикейнз» |
| 2004 | «Тампа-Бэй Лайтнинг»  |
| 2003 | «Нью-Джерси Девилз»   |
| 2002 | «Каролина Харрикейнз» |
| 2001 | «Нью-Джерси Девилз»   |
| 2000 | «Нью-Джерси Девилз»   |
| 1999 | «Баффало Сейбрз»      |
| 1998 | «Вашингтон Кэпиталз»  |
| 1997 | «Филадельфия Флайерз» |
| 1996 | «Флорида Пантерз»     |
| 1995 | «Нью-Джерси Девилз»   |
| 1994 | «Нью-Йорк Рейнджерс»  |
| 1993 | «Монреаль Канадиенс»  |
| 1992 | «Питтсбург Пингвинз»  |
| 1991 | «Питтсбург Пингвинз»  |
| 1990 | «Бостон Брюинз»       |
| 1989 | «Монреаль Канадиенс»  |
| 1988 | «Бостон Брюинз»       |
| 1987 | «Филадельфия Флайерз» |
| 1986 | «Монреаль Канадиенс»  |
| 1985 | «Филадельфия Флайерз» |
| 1984 | «Нью-Йорк Айлендерс»  |
| 1983 | «Нью-Йорк Айлендерс»  |
| 1982 | «Нью-Йорк Айлендерс»  |
| 1981 | «Монреаль Канадиенс»  |
| 1980 | «Баффало Сейбрз»      |
| 1979 | «Монреаль Канадиенс»  |
| 1978 | «Монреаль Канадиенс»  |
| 1977 | «Монреаль Канадиенс»  |
| 1976 | «Монреаль Канадиенс»  |
| 1975 | «Баффало Сейбрз»      |
| 1974 | «Бостон Брюинз»       |
| 1973 | «Монреаль Канадиенс»  |
| 1972 | «Бостон Брюинз»       |
| 1971 | «Бостон Брюинз»       |
| 1970 | «Чикаго Блэкхокс»     |
| 1969 | «Монреаль Канадиенс»  |
| 1968 | «Монреаль Канадиенс»  |
| 1967 | «Чикаго Блэкхокс»     |
| 1966 | «Монреаль Канадиенс»  |
| 1965 | «Детройт Ред Уингз»   |
| 1964 | «Монреаль Канадиенс»  |
| 1963 | «Торонто Мейпл Лифс»  |
| 1962 | «Монреаль Канадиенс»  |
| 1961 | «Монреаль Канадиенс»  |
| 1960 | «Монреаль Канадиенс»  |
| 1959 | «Монреаль Канадиенс»  |
| 1958 | «Монреаль Канадиенс»  |
| 1957 | «Детройт Ред Уингз»   |
| 1956 | «Монреаль Канадиенс»  |
| 1955 | «Детройт Ред Уингз»   |
| 1954 | «Детройт Ред Уингз»   |
| 1953 | «Детройт Ред Уингз»   |
| 1952 | «Детройт Ред Уингз»   |
| 1951 | «Детройт Ред Уингз»   |
| 1950 | «Детройт Ред Уингз»   |
| 1949 | «Детройт Ред Уингз»   |
| 1948 | «Торонто Мейпл Лифс»  |
| 1947 | «Монреаль Канадиенс»  |
| 1946 | «Монреаль Канадиенс»  |
| 1945 | «Монреаль Канадиенс»  |
| 1944 | «Монреаль Канадиенс»  |
| 1943 | «Детройт Ред Уингз»   |
| 1942 | «Нью-Йорк Рейнджерс»  |
| 1941 | «Бостон Брюинз»       |
| 1940 | «Бостон Брюинз»       |
| 1939 | «Бостон Брюинз»       |
| 1938 | «Бостон Брюинз»       |
| 1937 | «Детройт Ред Уингз»   |
| 1936 | «Детройт Ред Уингз»   |
| 1935 | «Бостон Брюинз»       |
| 1934 | «Детройт Ред Уингз»   |
| 1933 | «Бостон Брюинз»       |
| 1932 | «Нью-Йорк Рейнджерс»  |
| 1931 | «Бостон Брюинз»       |
| 1930 | «Бостон Брюинз»       |
| 1929 | «Бостон Брюинз»       |
| 1928 | «Бостон Брюинз»       |
| 1927 | «Оттава Сенаторз»     |
| 1926 | «Монреаль Марунз»     |
| 1925 | «Монреаль Канадиенс»  |
| 1924 | «Монреаль Канадиенс»  |